# Qualificazioni al campionato europeo maschile di calcio 2004 - Spareggi

## Sorteggio
Il sorteggio per gli spareggi si è tenuto a Francoforte sul Meno, in Germania, il 13 ottobre 2003. Non è stato applicato nessun criterio a questo sorteggio, pertanto gli accoppiamenti sono stati del tutto casuali.

## Risultati

### Andata
| Arbitro: | Gilles Veissière |

|                  |           |  |
| Verpakovskis 29’ | Marcatori |  |

| Arbitro: | Terje Hauge |

|              |           |  |
| McFadden 22’ | Marcatori |  |

| Arbitro: | Markus Merk |

|         |           |            |
| Pršo 5’ | Marcatori | 22’ Šiljak |

| Mosca 15 novembre 2003, ore 19:00 UTC+3 | Russia          | 0 – 0 referto | Galles | Stadio Lokomotiv (28.500 spett.)\| Arbitro: \| Lucílio Batista \| |
| Arbitro:                                | Lucílio Batista |               |        |                                                                   |

| Arbitro: | Graham Poll |

|                          |           |             |
| Raúl 21’ Berg 85’ (aut.) | Marcatori | 15’ Iversen |

### Ritorno
| Arbitro: | Anders Frisk |

|                      |           |                              |
| Mansız 20’ Şükür 64’ | Marcatori | 66’ Laizāns 78’ Verpakovskis |

| Arbitro: | Ľuboš Micheľ |

|                                                                    |           |  |
| Sneijder 13’ Ooijer 32’ van Nistelrooij 37’ 51’ 67’ F. de Boer 65’ | Marcatori |  |

| Arbitro: | Urs Meier |

|  |           |          |
|  | Marcatori | 61’ Pršo |

| Arbitro: | Manuel Enrique Mejuto González |

|  |           |            |
|  | Marcatori | 21’ Evseev |

| Arbitro: | Pierluigi Collina |

|  |           |                                     |
|  | Marcatori | 34’ Raúl 49’ Vicente 57’ Etxeberria |

### Tabella riassuntiva
| Squadra 1 | Totale | Squadra 2   | Andata | Ritorno |
| --------- | ------ | ----------- | ------ | ------- |
| Lettonia  | 3 - 2  | Turchia     | 1 - 0  | 2 - 2   |
| Scozia    | 1 - 6  | Paesi Bassi | 1 - 0  | 0 - 6   |
| Croazia   | 2 - 1  | Slovenia    | 1 - 1  | 1 - 0   |
| Russia    | 1 - 0  | Galles      | 0 - 0  | 1 - 0   |
| Spagna    | 5 - 1  | Norvegia    | 2 - 1  | 3 - 0   |